# المحامي (فلم)
المحامي (بالكورية: 변호인) هو فيلم دراما كوري جنوبي من بطولة سونغ كانغ هو،كيم يونغ أي وايم سي وان.تم عرض الفيلم في 18 ديسمبر 2013 وحقق إيرادات وصلت ل74.1 مليون دولار.

## روابط خارجية
مقالات تستعمل روابط فنية بلا صلة مع ويكي بيانات